# 富山県立高岡高等支援学校
富山県立高岡高等支援学校（とやまけんりつ たかおかこうとうしえんがっこう）は、富山県高岡市にある県立の特別支援学校である。

## 沿革
- 平成25年4月 - 旧富山県立二上工業高等学校跡地(富山県高岡市東海老坂950)に開校した。

## 設置学部
- 高等部